# Сървайвър: Перлени острови
„Сървайвър: Перлени острови“ (на английски: Survivor: Pearl Islands) (също излъчвано и като „Сървайвър: Перлени острови – Панама“) е седмата част на популярното телевизионно реалити шоу „Сървайвър“. То е заснето през 2003 година и дебютира в САЩ по телевизия CBS на 18 септември 2003 година.
Шоуто се състои на Перлените острови, край брега на Панама, и има за тема пиратската култура. Двете първоначални племена са Дрейк (именувано в чест на Франсис Дрейк) и Морган (именувано в чест на Хенри Морган). В края на краищата двете племена се сливат в племето Балбоа (именувано в чест на Васко Нунес де Балбоа).
Този сезон е най-гледаният след втората част на „Сървайвър“, „Сървайвър: Австралийската пустош“, отчасти на уникални неочаквани обрати, включително спорният такъв на Прокудените, и на колоритни, незабравими участници като Рупърт Боунъм и Джон Далтън (известен като Джони Феърплей).
Офис служителката Сандра Диас-Туайн побеждава убедително командира на скаутска дружина Лилиан „Лил“ Морис след гласуване 6 – 1.
„Сървайвър: Перлени острови“ излиза на DVD на 7 февруари 2006 година.
Този сезон е единственият, от който двама от оригиналните му участници се състезават в други два сезона. Рупърт Боунъм се завръща в Сървайвър: All-Stars и се класира 4-ти, а Джон „Джони Феърплей“ Далтън играе отново в Сървайвър: Микронезия и е първият човек, елиминиран за този сезон. Макар че никой от тях не печели нито един от тези сезони, Боунъм печели $1 000 000 в Сървайвър: Племенният Съвет на Америка. Рупърт остава в историята на „Сървайвър“ като един от най-големите любимци на феновете и положителни образи. Сандра се завръща отново в 20-ия сезон на Survivor: Heroes vs Villans и става единственият човек, печелил два пъти предаването.